# Rougier Hill
La Rougier Hill è una collina libera dal ghiaccio situata subito a est della LaPrade Valley, nella parte settentrionale delle Cumulus Hills, e che si affaccia sul fianco meridionale del Ghiacciaio McGregor, nei Monti della Regina Maud, in Antartide.
La denominazione è stata assegnata dalla Texas Tech Shackleton Glacier Expedition, la spedizione geologica nella zona del Ghiacciaio Shackleton condotta dalla Texas Tech University nel 1964–65, in onore di Michael Rougier, fotografo della rivista Life, che era rimasto seriamente ferito durante la scalata a questa collina.